# Edmondo Riva
Edmondo Riva (Monterotondo, 19 novembre 1901 – Canneto Sabino, 7 giugno 1944) è stato un partigiano italiano, medaglia d'oro al valor militare alla memoria.

## Biografia
Lavorava come capomacchina in un'impresa del suo paese, la Laterizi Tiburtina, quando, dopo l'armistizio, per opporsi ai nazifascisti, decise di organizzare a Monterotondo una piccola formazione partigiana. Con i suoi uomini Riva condusse numerose azioni contro gli occupanti, finché non cadde nelle loro mani, torturato ferocemente sino all'amputazione delle mani, non tradì i suoi compagni, fu fucilato nelle campagne di Canneto frazione del comune di Fara Sabina, dove è posto un cippo in memoria.